# Hieracas
Hieracas, Hieracas de Leontópolis, Hierax (griego: Ἱέραξ), Hieras o Ieraca fue uno de los fundadores de la vida monástica en Egipto, un asceta erudito que floreció hacia finales del siglo III en Leontópolis (Egipto), donde vivió hasta los noventa años, manteniéndose gracias a la caligrafía y dedicando su tiempo libre a actividades científicas y literarias, especialmente al estudio de la Biblia.
Fue autor de comentarios bíblicos tanto en griego como en copto, y se dice que compuso muchos himnos. Se convirtió en líder de la llamada secta de los hieracitas, una sociedad ascética de la que estaban excluidos los casados y uno de cuyos principios fundamentales era que sólo los célibes podían entrar en el reino de los cielos. Afirmaba que la supresión del impulso sexual era enfáticamente la nueva revelación traída por el Logos, y apelaba a 1 Cor. vii., Heb. xii. 14, y Mat. xix. 12, xxv. 21.
Hieracas y sus discípulos pronto se encontró en conflicto con la iglesia institucional representada por el obispo Pedro de Alejandría, quien lo acusó de compartir las ideas de Orígenes sobre la preexistencia de las almas y la resurrección en un cuerpo espiritual. Puede considerarse el nexo de unión entre Orígenes y los monjes coptos. Hombre de profunda erudición y prodigiosa memoria, parece haber desarrollado la cristología de Orígenes en la dirección de Atanasio. Sostenía que el Hijo era una antorcha encendida en la antorcha del Padre, que Padre e Hijo son una luz bipartita. Repudiaba las ideas de una resurrección corporal y un paraíso material, y basándose en 2 Tim. ii. 5 cuestionaba la salvación incluso de los niños bautizados, "porque sin conocimiento no hay conflicto, sin conflicto no hay recompensa".
Al insistir en la virginidad como virtud específicamente cristiana, estableció el gran tema de la Iglesia de los siglos IV y V.
Para Epifanio de Salamina en su obra Panarion, LXVII, el primer autor original en copto fue Hieracas de Leontópolis, aunque nada de él ha sobrevivido.

## Citas
Citas atribuidas a Hieracas de los Apotegmas de los Padres del desierto:

Un hermano interpeló a Abbá Hieracas diciéndole: "Dame una palabra. ¿Cómo puedo salvarme?"
El anciano le respondió: "Siéntate en tu celda, y si tienes hambre, come, si tienes sed, bebe; sólo no hables mal de nadie, y te salvarás."
Apotegmas 1, p. 104

[Abbá Hieracas] también dijo: "Nunca he pronunciado, ni deseado oír, un comentario mundano."
Apotegmas 2, p. 105